# Metagonia flavipes
Metagonia flavipes is een spinnensoort uit de familie trilspinnen (Pholcidae). De soort komt voor in Ecuador.